# Josa andesiana
Josa andesiana är en spindelart som först beskrevs av Lucien Berland 1913.  Josa andesiana ingår i släktet Josa och familjen spökspindlar.
Artens utbredningsområde är Ecuador. Inga underarter finns listade i Catalogue of Life.